# Nummofallotia
Nummofallotia es un género de foraminífero bentónico de la familia Meandropsinidae, de la superfamilia Soritoidea, del suborden Miliolina y del orden Miliolida. Su especie tipo es Nonionina cretacea. Su rango cronoestratigráfico abarca desde el Coniaciense hasta el Maastrichtiense (Cretácico superior).

## Clasificación
Nummofallotia incluye a las siguientes especies:
- Nummofallotia apula †
- Nummofallotia ariyalurensis †
- Nummofallotia cenomana †
- Nummofallotia cretacea †
- Nummofallotia kastamonica †